# HMY Victoria and Albert II
HMY Victoria and Albert II va ser un vaixell de vapor de 300 peus. Posat en marxa el 16 de gener de 1855, va funcionar com a iot real de la sobirania del Regne Unit fins a l'any 1901, era propietat i estava operat per la Marina Real Britànica. Tenia una capacitat de 2479 tones i podia arribar als 15 nusos de velocitat. A més, comptava amb 240 tripulants. El Victoria and Albert II va caure en desús al voltant del 1904. El Horria va ser construït amb les mateixes especificacions per Ismail Pasha, el Jedive d'Egipte el 1865 i és el més antic vaixell de vapor.